# Маудр, Индржих
Индржих Маудр (чеш. Jindřich Maudr; 10 января 1906, Прага — 1 мая 1990, Прага) — чешский борец греко-римского стиля, серебряный призёр Олимпийских игр, призёр чемпионата Европы 

## Биография
На Летних Олимпийских играх 1928 года в Антверпене боролся в весовой категории до 58 килограммов (легчайший вес). На этих играх был введён регламент, в соответствии с которым борец получал в схватках штрафные баллы. Набравший 5 штрафных баллов спортсмен выбывал из турнира. В легчайшем весе борьбу вели 19 борцов
Индржих Маудр, победив во всех встречах дошёл до финала, где проиграл и завоевал «серебро» олимпийских игр.
| Выступление на Олимпийских играх 1928 года | Выступление на Олимпийских играх 1928 года | Выступление на Олимпийских играх 1928 года | Выступление на Олимпийских играх 1928 года | Выступление на Олимпийских играх 1928 года | Выступление на Олимпийских играх 1928 года | Выступление на Олимпийских играх 1928 года |
| Круг                                       | Соперник                                   | Страна                                     | Результат                                  | Баллы                                      | Всего баллов                               | Время схватки                              |
| ------------------------------------------ | ------------------------------------------ | ------------------------------------------ | ------------------------------------------ | ------------------------------------------ | ------------------------------------------ | ------------------------------------------ |
| 1                                          | Герман Андерсен                            | Дания                                      | Победа По очкам                            | -1                                         | -1                                         |                                            |
| 2                                          | Ибрагим Камель                             | Египет                                     | Победа Туше                                | 0                                          | -1                                         |                                            |
| 3                                          | Йоханнес ван Маарен                        | Нидерланды                                 | Победа По очкам                            | -1                                         | -2                                         |                                            |
| 4                                          | Джованни Гоцци                             | Италия                                     | Победа По очкам                            | -1                                         | -3                                         |                                            |
| 5                                          | Оскар Линделёф                             | Швеция                                     | Победа Туше                                | 0                                          | -3                                         |                                            |
| 6                                          | Курт Лойхт                                 | Германия                                   | Поражение Туше                             |                                            |                                            |                                            |

В 1931 году завоевал бронзовую медаль чемпионата Европы.
На Летних Олимпийских играх 1932 года в Лос-Анджелесе боролся в весовой категории до 61 килограмма (полулёгкий вес). Регламент турнира оставался прежним. В полулёгком весе борьбу вели 8 борцов
Индржих Маудр, набрав 7 штрафных баллов, вылетел из турнира в четвёртом круге, заняв итоговое четвёртое место.
| Выступление на Олимпийских играх 1932 года | Выступление на Олимпийских играх 1932 года | Выступление на Олимпийских играх 1932 года | Выступление на Олимпийских играх 1932 года | Выступление на Олимпийских играх 1932 года | Выступление на Олимпийских играх 1932 года | Выступление на Олимпийских играх 1932 года |
| Круг                                       | Соперник                                   | Страна                                     | Результат                                  | Баллы                                      | Всего баллов                               | Время схватки                              |
| ------------------------------------------ | ------------------------------------------ | ------------------------------------------ | ------------------------------------------ | ------------------------------------------ | ------------------------------------------ | ------------------------------------------ |
| 1                                          | Оскар Линделёф                             | Швеция                                     | Победа По очкам                            | -1                                         | -1                                         |                                            |
| 2                                          | Киёси Касё                                 | Япония                                     | Победа Туше                                | 0                                          | -1                                         | 10:25                                      |
| 3                                          | Вольфганг Эрль                             | Германия                                   | Поражение По очкам                         | -3                                         | -4                                         |                                            |
| 4                                          | Лаури Коскела                              | Финляндия                                  | Поражение Туше                             | -3                                         | -7                                         | 11:07                                      |

Умер в 1990 году.